# العشب يغني (فلم)
العشب يغني (بالسويدية: Gräset sjunger)، هُو فيلم دراما سويدي زامبي صدر سنة 1981، وهُو مبني على رواية ألفتها دوريس ليسينغ سنة 1950 تحمل نفس الاسم. الفيلم من بطولة كُل من كارين بلاك و‌جون ثو، وقد صُورت مشاهد الفيلم بالكامل في زامبيا والسويد.

## روابط خارجية
- العشب يغني على موقع IMDb (الإنجليزية)
- العشب يغني على موقع روتن توميتوز (الإنجليزية)
- العشب يغني على موقع أول موفي (الإنجليزية)
- العشب يغني على موقع فيلمافينيتي (الإسبانية)
- العشب يغني على موقع قاعدة بيانات الأفلام السويدية (السويدية)
- العشب يغني على موقع قاعدة بيانات الفيلم (الإنجليزية)
- العشب يغني على موقع ليتربوكسد (الإنجليزية)
- العشب يغني على موقع كينوبويسك (الروسية)